# Festung Ehrenbreitstein

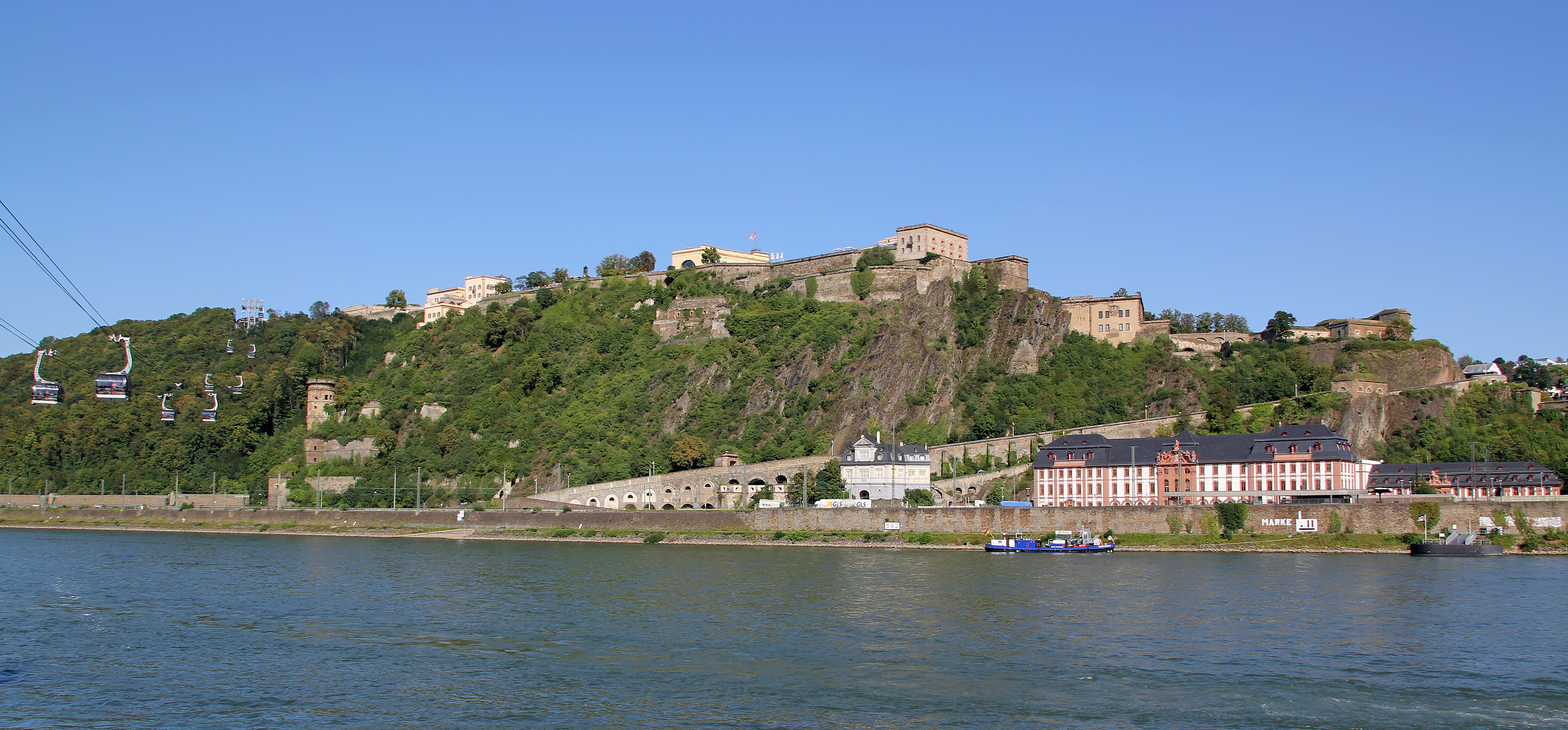
Festung Ehrenbreitstein, Alemanha.

Festung Ehrenbreitstein é uma fortaleza erguida na montanha homônima, na margem direita do rio Reno, oposta ao centro da cidade de Coblença, na Alemanha.
Desde 1956, é sede do museu Landesmuseum Koblenz, assim como de outras atrações culturais.
Em 2011, a fortaleza recebeu o Bundesgartenschau (BUGA), que é a maior mostra de jardinagem da Alemanha. Devido à dificuldade de acesso à fortaleza foi construído um teleférico ligando a fortaleza ao centro. Tal teleférico deveria ter sido temporário porém provou-se ser bastante útil e permanece até os dias de hoje.
A fortaleza é sede de vários eventos, como por exemplo o festival de cultura mundial Horizonte, o evento de fogos de artifício Rhein in Flamen, assim como o festival internacional de artistas de rua Gauklerfest.